# 小行星1241
小行星1241（1241 Dysona）是一颗绕太阳运转的小行星，为主小行星带小行星。该小行星于1932年3月4日发现。
該小行星以英國天文學家弗蘭克·沃生·戴森命名。

## 轨道参数
小行星1241的轨道半长轴为3.1861916 UA，离心率为0.106。